# Geraldo Arosemena Garland
Geraldo Arosemena Garland, (Lima, 6 de enero de 1903 - 23 de junio de 1987) fue un historiador peruano. Fue ministro de Justicia y Culto (1961-1962).

## Biografía
Hijo de Leopoldo Arosemena López y María Garland Von Lotten. 
Cursó sus estudios escolares en el Colegio jesuita de La Inmaculada de Lima y luego ingresó a la Universidad Mayor de San Marcos, donde se graduó de bachiller en Derecho y se recibió como abogado (1925). Se consagró al ejercicio de su profesión.
En 1931 ingresó a laborar como consejero legal en la Cámara de Comercio de Lima.
Durante el Segundo Gobierno de Manuel Prado Ugarteche fue ministro de Justicia y Culto, cargo que ejerció de 21 de noviembre de 1961 a 17 de julio de 1962, frustrándose por el golpe de Estado perpetrado por las Fuerzas Armadas.

## Publicaciones
- El coronel José Balta (1945)
- El almirante Miguel Grau (1946, 1959, 1962, 1973, 1975 y 1979)
- Apuntes sobre el Colegio de Abogados (1947 y aumentado en 1977)
- Mi gestión ministerial (1962)
- Discursos patrióticos (1968)
- El general Francisco de Vidal, prócer de la Independencia y jefe del Estado del Perú, 1800-1863 (1970)
- Conmemoraciones históricas (1971)
- El armamentismo antes de 1879 (1972)
- El monumento a la gloria de Ayacucho (1974)
- Comentarios a la memoria de Grau del año 1878 (1978)
- El coronel Alfonso Ugarte (1980 y 1982).